# 永保县
永保县（越南语：／）是越南海防市下辖的一个县。面积180平方公里，2018年总人口191000人。

## 地理
永保县西北接海阳省四岐县，西南接太平省琼附县，南接太平省太瑞县，东北接先朗县。

## 历史
阮朝时，永保县隶属海阳省宁江府管辖。
1952年，永保县划归建安省管辖。
1962年10月27日，建安省整体并入海防市。永保县随之划归海防市管辖。
1986年3月18日，新兴社和仁和社析置永保市镇。
2024年10月24日，越南国会常务委员会通过决议，自2025年1月1日起，永隆社、洽和社和安和社合并为永和社，仁和社、三多社和荣光社合并为永兴社，兴仁社、清良社和同明社合并为永海社，永丰社和共贤社并入前锋社，古庵社和永进社并入三强社。

## 行政区划
永保县下辖1市镇19社，县莅永保市镇。
- 永保市镇（Thị trấn Vĩnh Bảo）
- 高明社（Xã Cao Minh）
- 涌进社（Xã Dũng Tiến）
- 江边社（Xã Giang Biên）
- 和平社（Xã Hòa Bình）
- 雄进社（Xã Hùng Tiến）
- 联庵社（Xã Liên Am）
- 理学社（Xã Lý Học）
- 三强社（Xã Tam Cường）
- 新兴社（Xã Tân Hưng）
- 新濂社（Xã Tân Liên）
- 胜水社（Xã Thắng Thủy）
- 前锋社（Xã Tiền Phong）
- 镇阳社（Xã Trấn Dương）
- 中立社（Xã Trung Lập）
- 跃进社（Xã Việt Tiến）
- 永安社（Xã Vĩnh An）
- 永海社（Xã Vĩnh Hải）
- 永和社（Xã Vĩnh Hòa）
- 永兴社（Xã Vĩnh Hưng）